# Pedagangan (Wringinanom)
Pedagangan is een bestuurslaag in het regentschap Gresik van de provincie Oost-Java, Indonesië. Pedagangan telt 3964 inwoners (volkstelling 2010).